# Lutherse kerk (Groede)
De Lutherse kerk is een voormalig kerkgebouw in Groede, gelegen aan Molenstraat 28.

## Geschiedenis
Er vallen twee gebeurtenissen samen: In 1727 trad te Salzburg de bisschop Leopold Anton von Firmian aan, die streng tegen de protestanten aldaar optrad. Deze persoon was namelijk tevens wereldlijk heer. Een aantal Lutheranen vluchtte op voorhand, en al een aantal maanden eerder was op initiatief van de Lutherse gemeente te Middelburg een groep van 59 Lutheranen naar Walcheren overgebracht.
In het Vrije van Sluis was een gebrek aan arbeidskrachten, en de autoriteiten wilden van de gelegenheid gebruik maken om daarin te voorzien en tevens deze uithoek van de Republiek der Nederlanden van protestanten te voorzien als buffer tegen de (katholieke) Oostenrijkse Nederlanden. Daarom werd de toekomst van de protestanten somberder afgeschilderd dan ze in werkelijkheid zou worden. Op 29 november 1732 vertrok een groep van 784 Lutheranen uit het bij Salzburg gelegen stadje Dürrnberg, onder leiding van de predikant Johannes Gottlob Fischer, in een 18-tal scheepjes naar West-Zeeuws-Vlaanderen, om daar pas op 9 maart aan te komen. Ze werden met enig vlagvertoon binnengehaald, en vervolgens over de diverse dorpen en buurtschappen verspreid. Het werd geen succes. Ziekten, waaronder de Zeeuwse koorts, eisten hun tol onder de Lutheranen, die een geheel ander klimaat gewend waren. Ook het werk in de landbouw bleek minder geschikt voor deze mensen, die gewend waren in de zoutmijnen te werken. De huisvesting van vele nieuwkomers liet evenzeer te wensen over. Al na een half jaar trokken de eersten weer terug, en in 1734 waren er nog maar 224 over, en in 1741 nog 171. De meesten (102) woonden in Groede, enkelen in Nieuwvliet (15) en Schoondijke (29). Daarom werd Groede het centrum van de Lutherse gemeente. Zij mochten aanvankelijk gebruik maken van de Hervormde kerk aldaar, maar richtten in 1742 een eigen kerkgebouw op, dat in 1743 werd ingewijd door dominee Fischer. Naast een kerk werd ook een Lutherse school gesticht.
In de 2e helft van de 18e eeuw nam het aantal Lutheranen weer toe, en wel tot ruim 200, mede omdat er soldaten uit Duitse landen gelegerd waren. Na deze tijd daalde het aantal Lutheranen van de Evangelische Kerk weer, omdat velen toetraden tot de Hervormde Kerk. In 1989 fuseerde de Lutherse gemeente Groede met die van Vlissingen en Middelburg tot de Evangelisch-Lutherse gemeente Middelburg. Het kerkgebouw werd in 1991 verkocht aan de Stichting Monumentenbehoud Groede, die het gebouw van 1998-1999 restaureerde en in gebruik nam voor sociaal-culturele doelstellingen. Jaarlijks worden nog een zestal Lutherse diensten in het kerkje gehouden.
In 2013 werd ook de Lutherse kerk in Middelburg gesloten.

## Gebouw
Het betreft een eenvoudige bakstenen zaalkerk onder schilddak. De preekstoel is van omstreeks 1800.